# Fingger
finggerとは、YouTubeライブで配信者と視聴者がコメントを使用してクイズなどを遊べる参加型ゲームプラットフォームである。
ゲーム会社Cygamesのグループ企業である株式会社finggerが提供している。
2023年をもってサービス終了。

## 歴史
- 2021年8月からβ版を提供[1]。
- 2022年9月15日、東京ゲームショウ2022にて吉本興業が「よしもとfingger部」を発足し、同プラットフォームを利用した配信活動を行うことを発表[3]。

## 提供ゲームタイトル
- Laser Trap Run - 2022年7月25日 リリース[4]。
- みんなでfinggerシリーズ 花札
- みんなでfinggerシリーズ 五目並べ
- Bomb Arena.io for fingger - 2022年5月24日リリース[5]。
- みんなでfinggerシリーズ 大富豪
- Wordroid
- じゃんスト - 2022年5月31日リリース[6]
- なにこれ！？クイズタワー - 2022年5月31日リリース[6]
- fingger Sports TV
- みんなでfinggerシリーズ リバーシ - 2021年10月14日リリース
- fingger Bingo Live
- すぐ死ぬ勇者 - 2022年8月3日リリース。ゲーム会社のトライエースと共同開発[7]。
- ポッピンパニック
- あたまの中のお前らが私の恋愛を勝手に決める件！
- Pictnator
- 佰物語オンライン
- ToyToy WordPuzzle
- WORD BREAKER
- クイズオンエア
- fingger ライブスタジオ
- みんなでfinggerシリーズ 麻雀
- わちゃわちゃゴルフ
- みんなでfinggerシリーズ ダウト
- カジ王
- マッチング バカラ

## 大会の開催

### fingger CUP
WORD BREAKER、WORDROIDなどの最高得点を競う。入賞者には、渋谷スクランブルと秋葉原電気街口の街頭ビジョンにfinggerの広告と共にプレイ動画の広告を行える権利などが送られる。 
- 第1回、予選2021年11月11-17日[8]。11月30日に決勝大会が行われた。1位：陽月るるふ、2位：猫月みお、3位：夜白魔メアとなった[9]。
- 第2回、予選2021年12月15-22日、決勝12月26日。1位：ヴァリアナ・S・ティンガーネット、2位：朔魔ラヴィ、3位：野々熊びこりとなった[10]。
- 第3回
- 第4回
- 第5回
- 第6回
- 第7回、予選2022年5月23-29日、決勝2022年5月31日。1位：夢咲 刻夜、2位：夜白魔メア、3位：朔魔ラヴィとなった[11]。